# Гаузен (Від)
Гаузен (нім. Hausen) — громада в Німеччині, розташована в землі Рейнланд-Пфальц. Входить до складу району Нойвід. Складова частина об'єднання громад Вальдбрайтбах.
Площа — 7,69 км2. Населення становить 1866 ос. (станом на 31 грудня 2020).

## Галерея

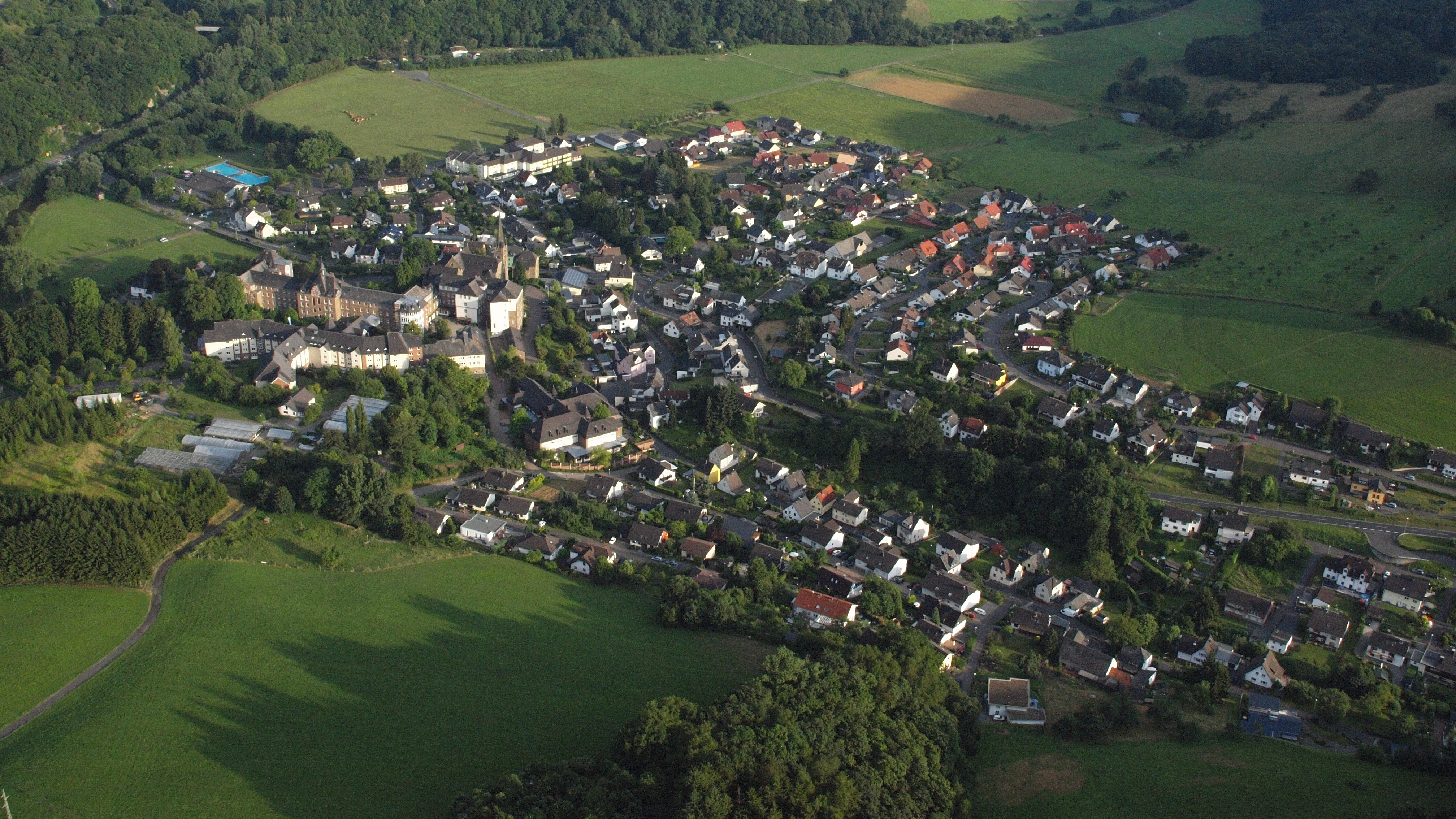
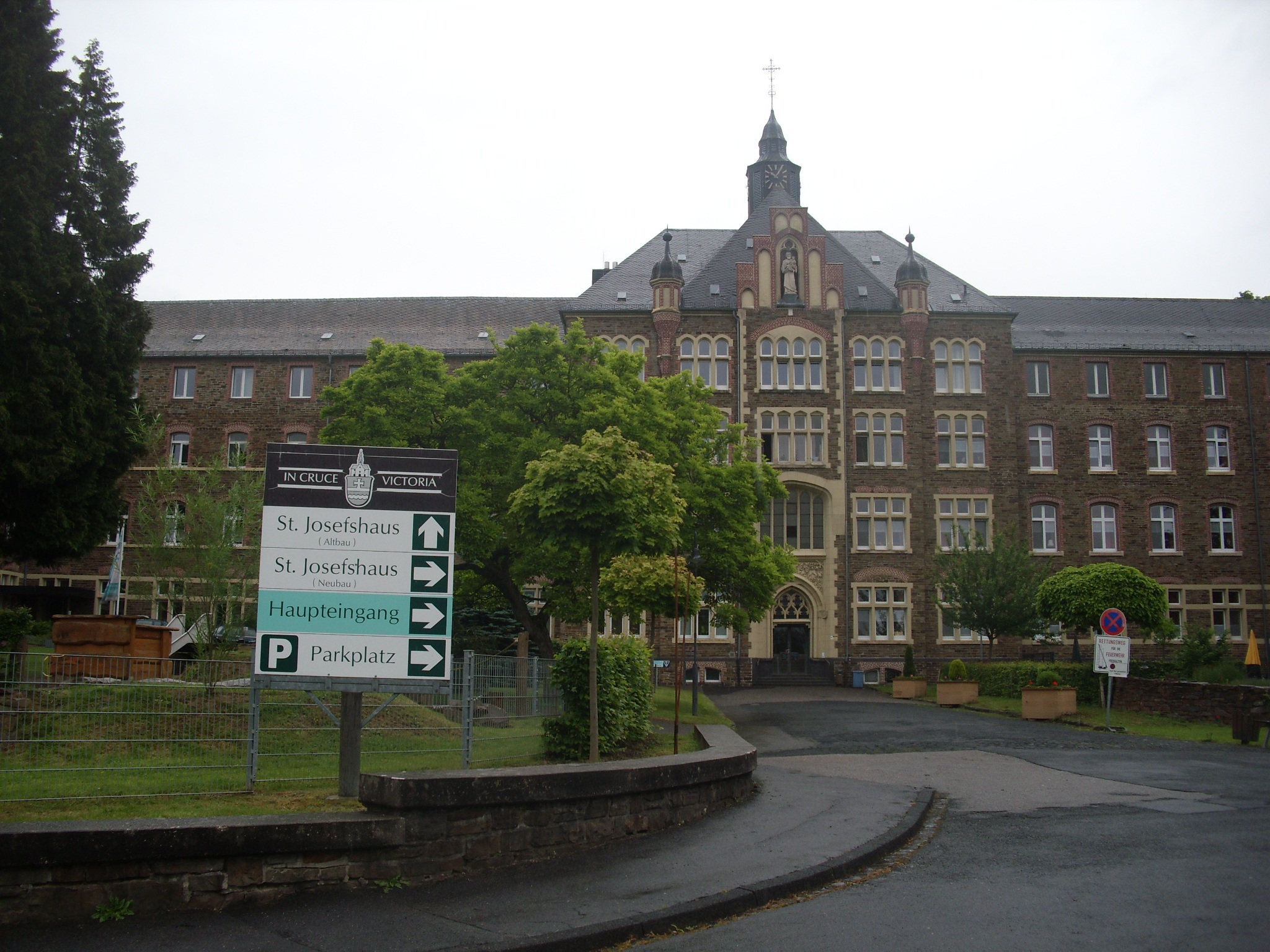
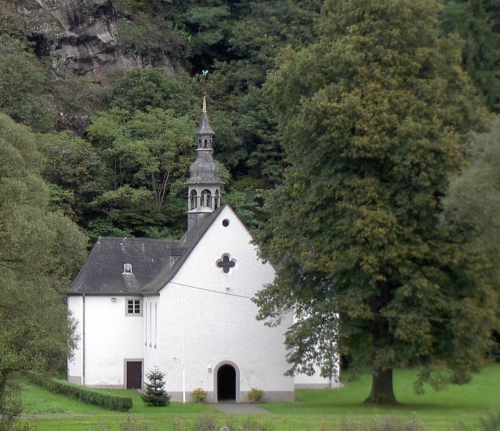
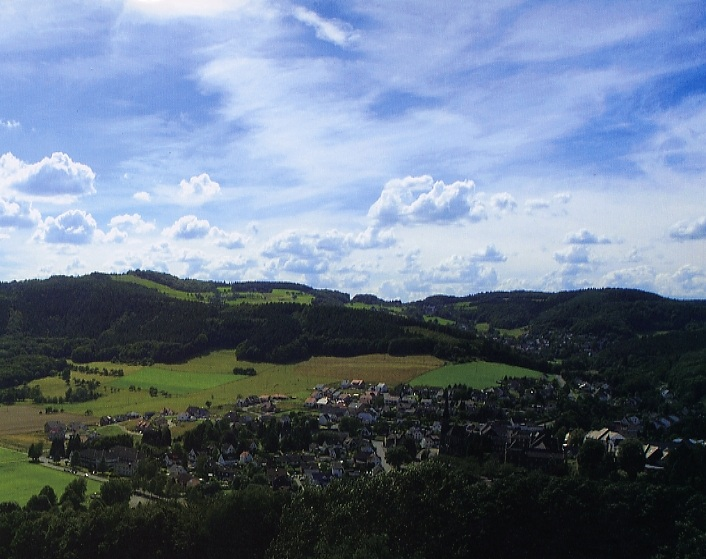